# Scott Free Productions
Scott Free Productions là công ty sản xuất phim điện ảnh và truyền hình độc lập của Anh và Mỹ do hai anh em nhà làm phim Ridley Scott và Tony Scott thành lập vào năm 1970. Cả hai thành lập công ty phát triển phim điện ảnh Percy Main Productions vào năm 1980 – đặt tên công ty theo tên làng Percy Main, nơi cha của họ lớn lên. Công ty được đổi tên thành Scott Free Productions vào năm 1995. Scott Free đã sản xuất nhiều phim điện ảnh khác nhau, từ bom tấn Hollywood Gladiator (2000) cho đến những phim nhỏ hơn như Cracks (2009). Giữa quá trình sản xuất của White Squall (1996) và G.I. Jane (1997), Ridley Scott đã tổ chức lại bộ máy công ty.
Scott Free Productions có văn phòng tại Luân Đôn và Los Angeles. Scott Free Productions từng hợp tác với công ty lớn hơn của Ridley Scott là RSA Films bằng cách hỗ trợ các đạo diễn trong lĩnh vực điện ảnh và truyền hình.